# Воронцова Валентина Григорівна
Воронцова Валентина Григорівна (26 липня 1982) — російська ватерполістка.
Учасниця Олімпійських Ігор 2004, 2008 років. Бронзова медалістка Чемпіонату світу з водних видів спорту 2003, 2007 років.